# Sclerogryllus matsuurai
Sclerogryllus matsuurai is een rechtvleugelig insect uit de familie krekels (Gryllidae). De wetenschappelijke naam van deze soort is voor het eerst geldig gepubliceerd in 1988 door Oshiro.